# فرودگاه سیاتوشین
فرودگاه سیاتوشین  (به انگلیسی: Sviatoshyn Airfield) (به زبان بومی: Аеродром Святошин) یک فرودگاه است که یک باند فرود بتن دارد و طول باند آن ۱۸۰۰ متر است. این فرودگاه در شهر کی‌یف کشور اوکراین قرار دارد و در ارتفاع ۱۷۴ متری از سطح دریا واقع شده است.